# Il Comandante Mark
Il Comandante Mark es una historieta italiana bélica y de aventuras, ambientada en el escenario de la Guerra de Independencia de los Estados Unidos.
Fue creada en 1966 por el trío "EsseGesse", compuesto por los historietistas turineses Giovanni Sinchetto (1922-1991), Dario Guzzon (1926-2000) y Pietro Sartoris (1926-1989).

## Argumento y personajes
El protagonista de la historieta es Mark, comandante de los "Lobos de Ontario", una formación paramilitar que lucha contra las Casacas Rojas del rey Jorge III. Se quedó huérfano de pequeño tras un naufragio y creció con su padre adoptivo en una aldea de nativos. Cuando se entera de que su padre fue ejecutado por los ingleses, adhiere a la causa de los patriotas americanos y forma un pequeño ejército de guerrilleros.
Sus mejores amigos son Buho Triste, un nativo valiente y sabio, aunque extremadamente pesimista y misógino, jefe de todas las tribus de los Grandes Lagos y descendiente de un chamán, y Mister Bluff, ex corsario y antiguo compañero de lucha del padre de Mark. Otros camaradas son El Gancho, un rudo marinero con un garfio en lugar de la mano derecha, y el Doctor Strong, médico y jefe secreto de los patriotas.
La novia de Mark es Betty, una rubia hermosa y muy celosa, valiente protagonista de algunas misiones; Mark la salvó de una manada de lobos y debido a eso es apodado "Lobo". Otro amigo de Mark es el perro Flok, mascota de Fuerte Ontario.
Entre los innumerables oficiales ingleses enemigos de Mark, destacan el Coronel Sparrow, apodado "la Hiena", y el Mayor Stoddard.

## Crossover
Mark ha sido protagonista de un cruce con Il grande Blek, protagonista de otro cómic de EsseGesse ambientado en la Guerra de Independencia y conocido como Blek el gigante en España, donde fue publicado por Ediciones Toray.

## Película
En 1971, el Comandante Mark fue interpretado por el actor Salih Güney en la película turca Korkusuz Kaptan Swing (en español, El intrépido Capitán Swing).